# Будильник (монах)
Буди́льник — на Руси монах в монастыре, обязанностью которого было будить остальных для ранней или ночной молитвы.
Каждый день будильник просыпался раньше всех на рассвете и спешил к келье игумена. Чтобы разбудить игумена, он должен был громко сказать: «Благослови и помолись за мя, отче святый!» Проснувшийся игумен должен был ответить изнутри: «Бог спасет тя».
Затем будильник бил в малое било и будил всех монахов, обходя кельи и произнося каждый раз: «Благословите, святые!». После побудки будильник обращался к пономарю, бившему в большое било, чтобы позвать монахов на утреннюю молитву в церковь.